# 石别镇
石别镇，是中华人民共和国广西壮族自治区河池市宜州区下辖的一个乡镇级行政单位。

## 行政区划
石别镇下辖以下地区：
石别社区、板围村、清潭村、拉弄村、土桥村、雁山村、永定村、三寨村、四合村、屯蒙村和拉并村。